# Болезни собак
Болезни собак очень хорошо изучены в ветеринарии. Инфекционные заболевания, влияющие на здоровье собак, считаются важной не только с точки зрения ветеринарии, но и также из-за риска для общественного здоровья; пример этого — бешенство. Наследственные заболевания также влияют на собак, часто благодаря селекции собак до выведения новых пород собак.

## Заболевания
Некоторые заболевания и другие проблемы со здоровьем обычны и для людей и для собак. Собаки восприимчивы к вирусным заболеваниям; как и люди, собаки могут заболевать диабетом, эпилепсией, раком и артритом.

### Инфекционные заболевания
Инфекционные заболевания могут быть вызваны вирусами, бактериями, грибами или паразитами (протозои или животные). Большинство таких заболеваний передаются от собаки собаке, тогда как другим необходимы переносчики, такие как клещи или комары.

#### Вирусные заболевания

##### Бешенство

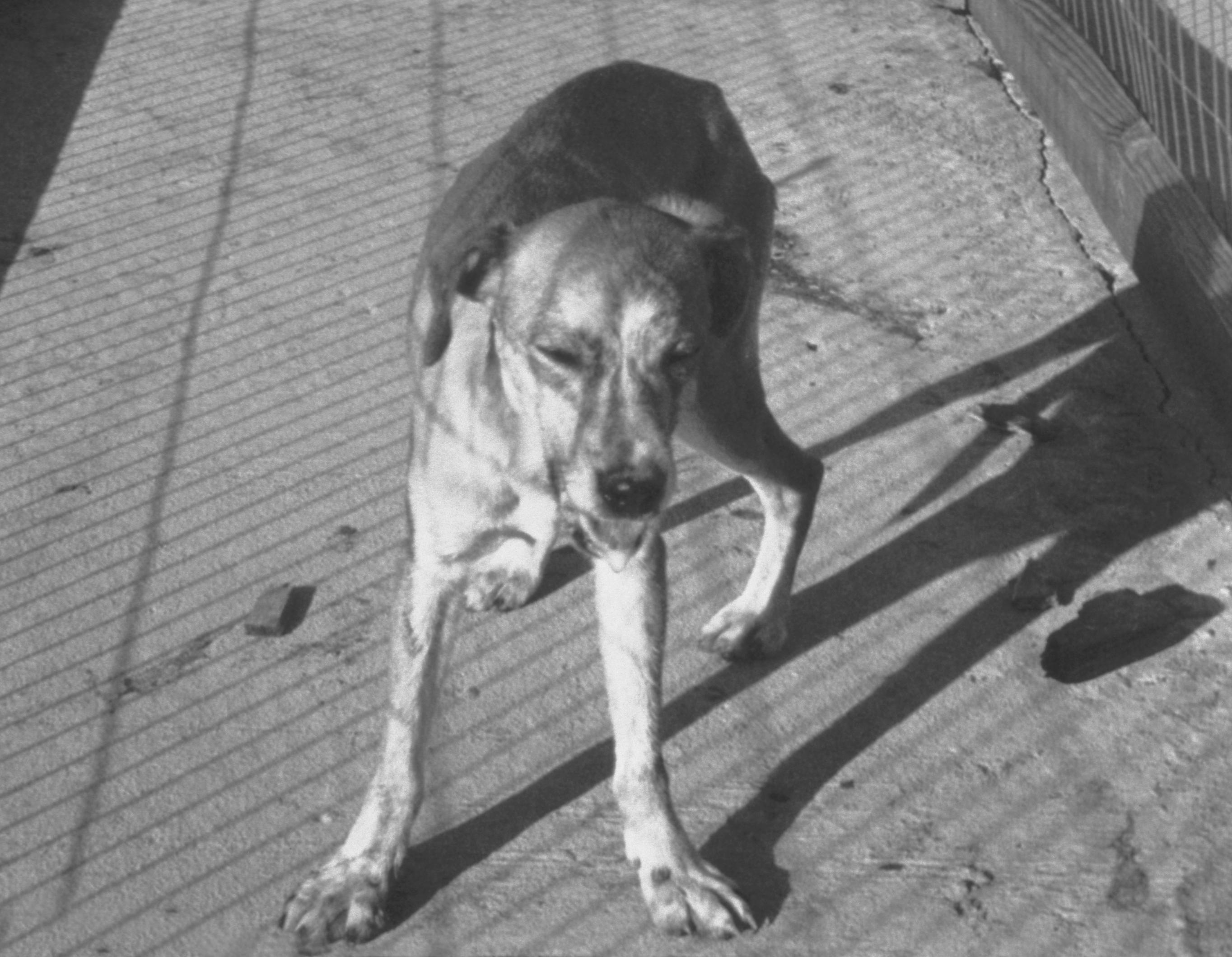
Больная бешенством собака

Бешенство — это вирусное заболевание, которое обычно ассоциируется с собакой, хотя не так давно бешенство практически устранено в Европе и Северной Америке благодаря экстенсивной и часто принудительной вакцинации. Хотя в Африке, на Ближнем Востоке, в Латинской Америке и Азии до сих пор является серьёзной проблемой. В развитых странах собаки считаются главными естественным переносчиками (резервуарами) вируса бешенства. В местах, свободных от бешенства (главным образом на островах), к примеру, Британия, Ирландия, Австралия, Новая Зеландия, Гонконг и Гавайские острова, введены строгие карантинные законы для поддержания свободной от бешенства этой территории.

##### Другие вирусные заболевания
Другие вирусные заболевания собак, это парвовирус, собачья чума, инфекционный собачий гепатит, герпес и грипп.
Собачий парвовирус (вызываемый Canine Parvovirus type 2, Canine Parvovirus type 1, также известен, как Сanine Minute Virus) вызывает очень заразную желудочно-кишечную инфекцию, которая тяжелее всего переносится у щенков. Он передаётся через контакт инфицированными собаками. Вирус быстро проникает в клетки и атакует их, главным образом те, которые находятся в лимфатических узлах, люберкюновой крипте и костном мозгу. Вирус порождает недостаток лимфоцитов в лимфаузлах, а также некроз и деструкцию в люберкюновой крипте. Симптомами этого заболевания являются рвота, диарея с кровью, депрессия, сильное обезвоживание, собаку лихорадит и сильно понижается состав белых кровяных телец в крови. Нет специального препарата от этого заболевания, внутривенное вливание жидкости и антибиотики для собак с повторным инфекционным заражением обычно необходимы.
Собачий грипп — это заражение собак вирусом Конского гриппа (H3N8). У собак вирус обнаружен в 2004 году. Болезнь очень заразна и хорошо расходится среди собак, поскольку у собак нет естественного иммунитета. Симптомы: жар, насморк, кашель, продолжающийся от 10 до 30 дней. В тяжёлых случаях может развиться вторичная пневмония, вызываемое бактериями из-за действий вируса. У большинства собак смертность очень низкая, около 5-7%. У домашних собак смертность при надлежащем лечении смертность меньше 1%.
Собачья чума или чума собак - контагиозная вирусная инфекция, вызываемая вирусом Canine Distemper или Canine Morbillivirus. Поражает кожу, центральную нервную систему, воспалением слизистых оболочек и лихорадкой. Это пантропный вирус, то есть он поражает все клетки всех систем организма. Из-за этого достаточно трудно точно определить болезнь. Первыми симптомами являются: повышение температуры(39 - 40°С), частичный отказ от работы, лёгкая усталость, вялость. Краснеют слизистые оболочки носа и глаз, наблюдается потеря аппетита и иногда понос, появляется рвота. У одних собак эти симптомы выражены сильнее, у других слабее. У наиболее крепких собак наступает выздоровление, у слабых начнутся проблемы с нервной системы, могут появится вторичные инфекции, в конечном итоге, даже убить собаку.

#### Бактериозные заболевания
Бактериозные заболевания среди собак частые и обычно не передаётся от собаки собаке; бактерии в тело собаки попадают через раны, оппортунистическая инфекция побочная для ослабленной сопротивляемости (часто результат вирусной инфекции), или же побочная для других условий (пиодермия оказывает побочный воздействие на аллергены кожи и пиометра — на цистический эндоматериал гиперплазии).

#### Паразиты

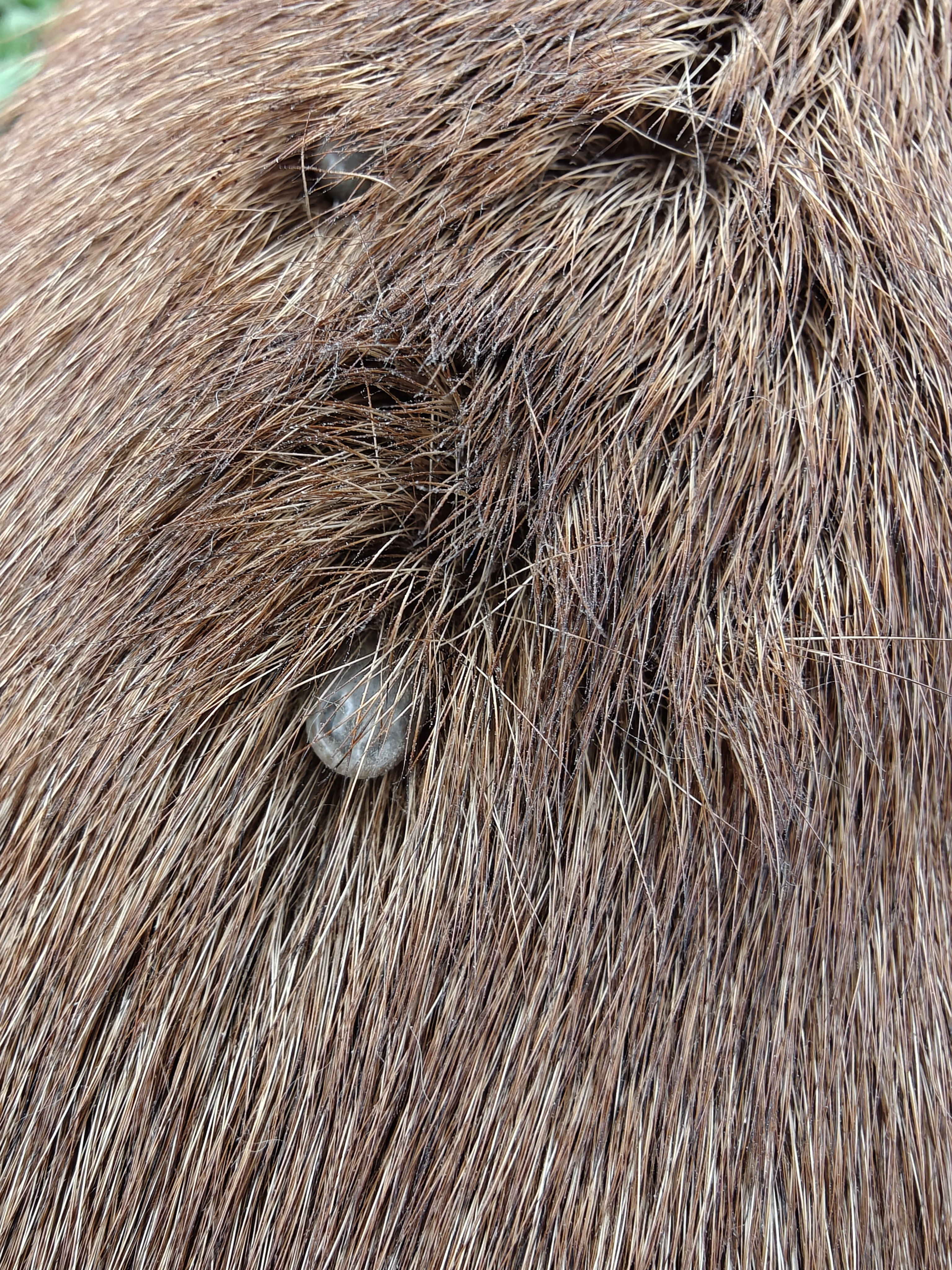

#### Грибковые заболевания
- Отомикоз

### Генетические заболевания
- Дисплазия тазобедренного сустава
- Болезнь Виллебранда
- Энтропион

### Заболевания кожи
- Атопия
- Пиодермия
- Аллергический дерматит[6]

### Ортопедические заболевания
- Повреждение передней крестообразной связки

### Глазные болезни
Синдром Горнера
Конъюнктивит